# Amir Abedzadeh
Amir Abedzadeh (tiếng Ba Tư: امیر عابدزاده; sinh ngày 26 tháng 4 năm 1993) còn được gọi là Amir, là một cầu thủ bóng đá chuyên nghiệp người Iran hiện thi đấu ở vị trí thủ môn cho câu lạc bộ Ponferradina tại Segunda División và đội tuyển quốc gia Iran.